# Liste der Kulturdenkmale in Leuterwitz
In der Liste der Kulturdenkmale in Leuterwitz sind die Kulturdenkmale des Leisniger Ortsteils Leuterwitz verzeichnet, die bis Mai 2023 vom Landesamt für Denkmalpflege Sachsen erfasst wurden (ohne archäologische Kulturdenkmale). Die Anmerkungen sind zu beachten.
Diese Aufzählung ist eine Teilmenge der Liste der Kulturdenkmale in Leisnig.

## Leuterwitz
| Bild           | Bezeichnung | Lage                     | Datierung | Beschreibung | ID       |
| -------------- | ----------- | ------------------------ | --------- | --- | -------- |
| Weitere Bilder | Windrad     | (Flurstück 29/2) (Karte) | 1922      | Landschaftsprägend, von technikgeschichtlicher Bedeutung. 1922 auf freiem Feld unweit des Dorfes Leuterwitz errichtet. Die nicht mehr ganz vollständige Windkraftanlage diente der partiellen Stromerzeugung für landwirtschaftliche Zwecke. In Sachsen stehen nur sieben vergleichbare Windkraftanlagen dieser frühen Zeit der Gewinnung von Elektroenergie durch Windkraft unter Denkmalschutz. Das Prinzip basiert natürlich auf dem der Windmühlen. Kurz vor 1900 beginnt man in Dänemark dann mit der Windkraftnutzung zur Stromerzeugung. Damit sollten vor allem die wirtschaftlichen Bedingungen im ländlichen Raum verbessert werden. Auch die wenigen frühen Beispiele der Stromerzeugung durch Windkraft in Sachsen wurden ausschließlich im ländlichen Raum aufgestellt. Ebenso wie in Leuterwitz sind die Windräder an einem Eisengittermast befestigt. Es handelt sich um kleine Anlagen, die die um 1900 aufkommenden „western mills“ zum Vorbild hatten, allerdings wesentlich weniger effektiv waren. Es ist zu vermuten, dass es sich nicht um Einzelanfertigungen, sondern um industriell hergestellte Kleinanlagen handelte. Ein Teil der in Sachsen noch anzutreffenden Windräder diente offensichtlich der Wasserversorgung im Landwirtschaftsbetrieb. Auf Grund ihrer Seltenheit kommt den letzten erhaltenen Windrädern Sachsens aus dem ersten Drittel des 20. Jahrhunderts eine große technikgeschichtliche Bedeutung zu. | 09208109 |

## Tabellenlegende
- Bild: Bild des Kulturdenkmals, ggf. zusätzlich mit einem Link zu weiteren Fotos des Kulturdenkmals im Medienarchiv Wikimedia Commons. Wenn man auf das Kamerasymbol klickt, können Fotos zu Kulturdenkmalen aus dieser Liste hochgeladen werden:
- Bezeichnung: Denkmalgeschützte Objekte und ggf. Bauwerksname des Kulturdenkmals
- Lage: Straßenname und Hausnummer oder Flurstücknummer des Kulturdenkmals. Die Grundsortierung der Liste erfolgt nach dieser Adresse. Der Link (Karte) führt zu verschiedenen Kartendiensten mit der Position des Kulturdenkmals. Fehlt dieser Link, wurden die Koordinaten noch nicht eingetragen. Sind diese bekannt, können sie über ein Tool mit einer Kartenansicht einfach nachgetragen werden. In dieser Kartenansicht sind Kulturdenkmale ohne Koordinaten mit einem roten bzw. orangen Marker dargestellt und können durch Verschieben auf die richtige Position in der Karte mit Koordinaten versehen werden. Kulturdenkmale ohne Bild sind an einem blauen bzw. roten Marker erkennbar.
- Datierung: Baubeginn, Fertigstellung, Datum der Erstnennung oder grobe zeitliche Einordnung entsprechend des Eintrags in der sächsischen Denkmaldatenbank
- Beschreibung: Kurzcharakteristik des Kulturdenkmals entsprechend des Eintrags in der sächsischen Denkmaldatenbank, ggf. ergänzt durch die dort nur selten veröffentlichten Erfassungstexte oder zusätzliche Informationen
- ID: Vom Landesamt für Denkmalpflege Sachsen vergebene, das Kulturdenkmal eindeutig identifizierende Objekt-Nummer. Der Link führt zum PDF-Denkmaldokument des Landesamtes für Denkmalpflege Sachsen. Bei ehemaligen Kulturdenkmalen können die Objektnummern unbekannt sein und deshalb fehlen bzw. die Links von aus der Datenbank entfernten Objektnummern ins Leere führen. Ein ggf. vorhandenes Icon  führt zu den Angaben des Kulturdenkmals bei Wikidata.